# Ross Thomas (scrittore)
Ross Thomas (Oklahoma City, 19 febbraio 1926 – Santa Monica, 18 dicembre 1995) è stato uno scrittore statunitense di libri gialli.
Nel 1985, ha ricevuto il premio Edgar Award con il romanzo Calore e piombo (Briar Patch).
Ha pubblicato romanzi anche con lo pseudonimo Oliver Bleeck.

## Opere
- 1966, Il mercato delle spie (The Cold War Swap), stampato dalla Garzanti.[1]
- 1967, Cast a Yellow Shadow
- 1967, The Seersucker Whipsaw
- 1969, The Singapore Wink
- 1970, The Fools in Town Are on Our Side
- 1971, Il re è vivo, abbasso il re (The Backup Men), stampato nella collana Segretissimo con il numero 470.[1]
- 1972, The Pork Choppers
- 1973, Succede nelle peggiori famiglie (If You Can't Be Good), stampato nella collana Segretissimo con il numero 600.[1]
- 1975, The Money Harvest
- 1976, Yellow Dog Contract
- 1978, Pelican Bay (Chinaman's Chance), stampato nella collana Interno Giallo.[1]
- 1979, The Eighth Dwarf
- 1981, The Mordida Man
- 1983, Missionary Stew
- 1984, Calore e piombo (Briar Patch), stampato nella collana Segretissimo con il numero 1033;[1] ripubblicato con il titolo Groviglio spinoso[1]
- 1987, Intrigo a Manila (Out on the Rim), stampato nella collana Iperfiction Mondadori.[1]
- 1989, La quarta Durango (The Fourth Durango), stampato nella collana Mystbooks Mondadori.[1]
- 1990, Crepuscolo al Mac's Place (Twilight at Mac's Place), stampato nella collana Mystbooks Mondadori.[1]
- 1992, Gli ipnotisti (Voodoo, Ltd.), stampato nella collana I Blues Mondadori.[1]
- 1994, Ah, Treachery

### Ciclo di Philip St. Yves
Scritti come Oliver Bleeck
1. 1969, The Brass Go-Between
2. 1971, Cronaca del caso Procane (The Procane Chronicle), Gialli Garzanti[1]
3. 1971, Protocol for a Kidnapping
4. 1973, Gli intermediari (The Highbinders), Gialli Garzanti[1]
5. 1976, L'intermediario (No Questions Asked), Il Giallo Mondadori n. 1488[1]; ripubblicato con il titolo Nessuna domanda[1]

## Filmografia
- 1976 - Candidato all'obitorio (St. Ives), tratto dal romanzo Cronaca del caso Procane
- 1981 - Il brivido dell'imprevisto (telefilm), 9 episodi
- 1982 - Hammett - Indagine a Chinatown (Hammett), sceneggiatura
- 1984 - Simon & Simon (telefilm), 2 episodi
- 1990 - I racconti di mezzanotte (telefilm), 1 episodio
- 1993 - Patto di sangue (Bound by Honor), soggetto
- 1995 - Bad Company, sceneggiatura